# Frédéric Delpla
Frédéric Delpla (* 9. November 1964 in Sarcelles) ist ein ehemaliger französischer Degenfechter.

## Erfolge
Frédéric Delpla nahm an den Olympischen Spielen 1988 in Seoul teil. Im Mannschaftswettbewerb zog er mit der französischen Equipe nach Siegen über Dänemark und Großbritannien in das Gefecht um Gold gegen Belgien ein, in dem Frankreich siegreich blieb. Delpla wurde so gemeinsam mit Jean-Michel Henry, Olivier Lenglet, Philippe Riboud und Éric Srecki Olympiasieger.